# Nicola D'Alessio Monte
Nicola D'Alessio Monte (Napoli, 15 aprile 1928 – Napoli, 23 dicembre 2019) è stato un allenatore di calcio italiano.
Era soprannominato Lo Sceriffo.

## Carriera
Cominciò ad allenare negli anni sessanta, lavorando nel settore giovanile del Napoli.
Nel 1971-1972 guidò il Sorrento durante la sua prima e unica stagione in Serie B.  La squadra partì collezionando 7 punti in 19 giornate; ma, nel girone di ritorno, il Sorrento riuscì a mantenere una delle medie migliori del campionato, collezionando 18 punti, senza che però D'Alessio riuscisse a evitare la retrocessione in Serie C. La squadra concluse la stagione al penultimo posto.
Nel 1978-1979 D'Alessio vinse un campionato di Serie D alla guida della Juve Stabia.
Nel 1974 approdò per la prima volta al Campania-Ponticelli. Fu proprio D'Alessio, insieme al presidente Greco Morra, a impostare la squadra che riuscì nell'impresa di conquistare sei promozioni di fila, dalla Seconda Categoria alla Serie C1. Nel 1980-1981 lo stesso D'Alessio vinse un campionato di Serie C2 guidando il Campania-Ponticelli.

## Palmarès

### Allenatore

#### Competizioni nazionali
- Serie C2: 1

Campania: 1980-1981
- Serie D: 1

Juve Stabia: 1978-1979